# José Comblin

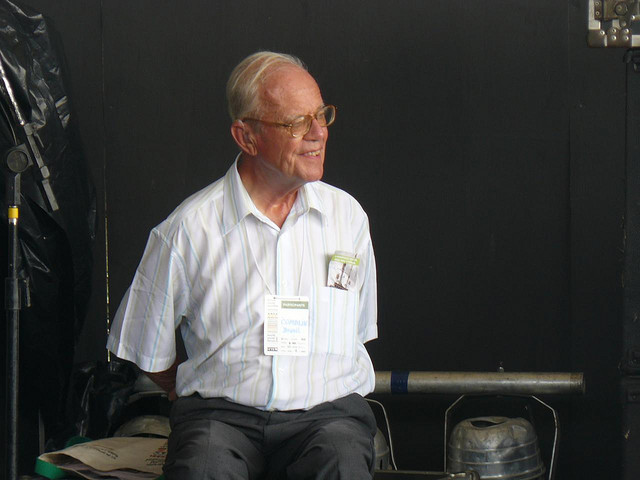
José Comblin

José Comblin, eigentlich Joseph Comblin, (* 22. März 1923 in Brüssel; † 27. März 2011 in Simões Filho bei Salvador da Bahia) war ein belgisch-brasilianischer Geistlicher, Missionar und katholischer Theologe.

## Leben
Comblin studierte in Belgien. Er empfing 1947 die Priesterweihe. An der Katholischen Universität Löwen wurde er zum Doktor der Theologie promoviert. Er war anschließend in der Seelsorge in Brüssel tätig.
Seit 1958 lebte er in Brasilien und war Lehrer für Chemie und Physik in Campinas, São Paulo. Er engagierte sich für die Katholische Arbeiterjugend (pt: JOC - Juventude Operária Católica), eine Unterorganisation der Katholischen Aktion, und wurde Professor der Theologischen Fakultät der Dominikaner in São Paulo. Er lehrte Studenten wie Frei Betto (Carlos Alberto Libânio Christo) OP und Frei Tito (Tito de Alencar Lima) OP. Nach Lehrtätigkeit an der Theologischen Fakultät in Chile von 1962 bis 1965 war er auf Einladung von Hélder Câmara Theologieprofessor am Institut von Recife (ITER). Ab 1969 engagierte er sich für die Schaffung von Ausbildungsstätten für Priester und Laien im ländlichen Pernambuco und Paraiba, die Grundsteine für die Teologia da Enxada. 1971 wurde er vom brasilianischen Militärregime ausgewiesen und war als Seelsorger in Chile tätig. Auch hier baute er ein Seminar auf. 1980 kehrte er nach Ausweisung durch das Pinochet-Regime nach Brasilien zurück und gründete einige Institute für die Ausbildung von Laienmissionaren.
Er veröffentlichte zahlreiche Werke zur Befreiungstheologie und galt als einer deren Väter.
Der mit Comblin eng befreundete brasilianische Befreiungstheologe Paulo Suess überschrieb seinen Nachruf mit „José Comblin: migrante, guerreiro, teólogo“, zu deutsch: „José Comblin: Migrant, Krieger, Theologe“.

## Schriften
- Versagt die katholische Aktion?, Styria 1962
- Der Auferstandene, Styria 1962
- Theologie des Friedens. Biblische Grundlagen, Styria 1963
- La iglesia y la ideología de la seguridad nacional, Lima 1976
- Das Bild vom Menschen, Patmos 1987, ISBN 3-491-77712-7
- Der Heilige Geist, Patmos 1988, ISBN 3-491-77719-4